# アントニオ・グアイレ
アントニオ・グアイレ・ベタンコール（Antonio Guayre Betancor , 1980年10月3日 - ）はスペインの元同国代表のサッカー選手。スペイン、ラス・パルマス・デ・グラン・カナリア出身。現役時代のポジションはFW。主にウイングやセカンドトップで起用された。

## 経歴
ビジャレアルCF時代にはUEFAチャンピオンズリーグに出場し、グループリーグでは得点も挙げた。2006年にセルタ・デ・ビーゴに移籍してからは怪我が絶えず、2008年にはプリメーラ・ディビシオンに昇格したCDヌマンシアに移籍した。2009年7月、彼をデビューさせたセルギイェ・クレシッチを慕ってUDラス・パルマスに復帰した。
スペイン代表歴は、2005年2月9日の2006 FIFAワールドカップ予選サンマリノ戦のみである。

## 所属クラブ
- 2000-2001  UDラス・パルマス
- 2001-2006  ビジャレアルCF
- 2006-2008  セルタ・デ・ビーゴ
- 2008-2009  CDヌマンシア
- 2009-2011  UDラス・パルマス
- 2013  CDルーゴ